# Bogens kyrka
Bogens kyrka är en kyrkobyggnad i Arvika kommun i Värmland. Kyrkan var församlingskyrka för Bogens församling, som 2010 införlivades i Gunnarskogs församling.

## Kyrkobyggnaden
Kyrkan, som är en enskeppig salkyrka, är belägen på en höjd i kuperat skogsområde några kilometer från norska gränsen. Den uppfördes 1849–1851 på initiativ av brukspatron John Mitander vid Mitandersfors järnbruk. Arkitekt Johan Fredrik Åbom svarade för ritningarna, som dock på flera punkter ändrades. Den timrade kyrkan består av en rektangulär byggnadskropp som i öster avdelats till smalare kor flankerat av två mindre rum, däribland sakristia. Ingång i väster via tornets bottenvåning. Kyrkan är såväl exteriört som interiört välbevarad och är ett av landskapets få bevarade exempel på det enklare, nyklassicistiska träkyrkobyggandet från 1800-talets mitt. Exteriören är brädfodrad och rödmålad; de rektangulära fönsteröppningarna, listverket och lanterninen vitfärgade.

## Inventarier
Kyrkans innerväggar är klädda med panel under ett flackt, brutet brädtak. Vid restaureringen 1979–80 avsåg arkitekt Jerk Alton med färgsättningen framhäva kyrkorummets ursprungliga karaktär. Av den samtida inredningen återstår bland annat predikstolen. 

## Orgel
- I koret står kyrkans första orgel, byggd på 1866 av Ekström, orgelbyggare med 4 stämmor.
- Den nuvarande orgeln är byggd 1958 av Grönlunds orgelbyggeri i Gammelstad och flyttades hit 1974 från Storfors kyrka.. Orgeln är mekanisk.

| Manual        | Pedal   |  |
| Rörflöjt 8’   | Bihängd |  |
| Kvintadena 8’ |         |  |
| Principal 4’  |         |  |
| Gedackt 4’    |         |  |
| Blockflöjt 2’ |         |  |
| Cymbel 3 ch   |         |  |

## Bilder

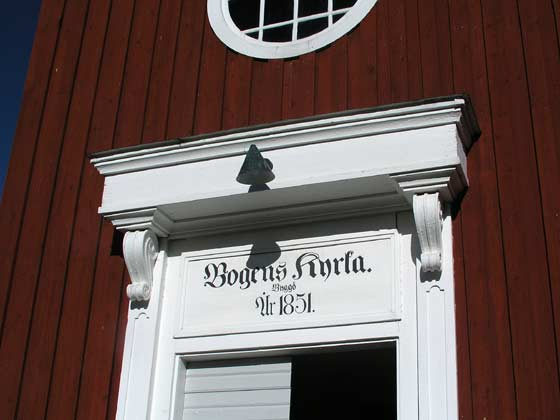
Kyrkporten är placerad i tornet som vetter åt väst
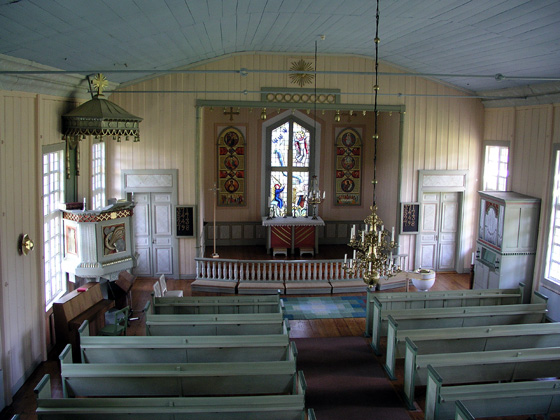
Interiören blev färgsatt 1980
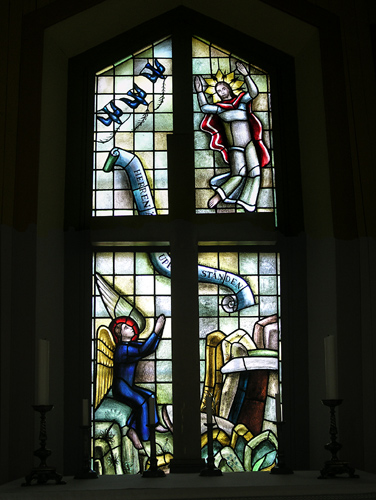
Altarets kyrkfönster
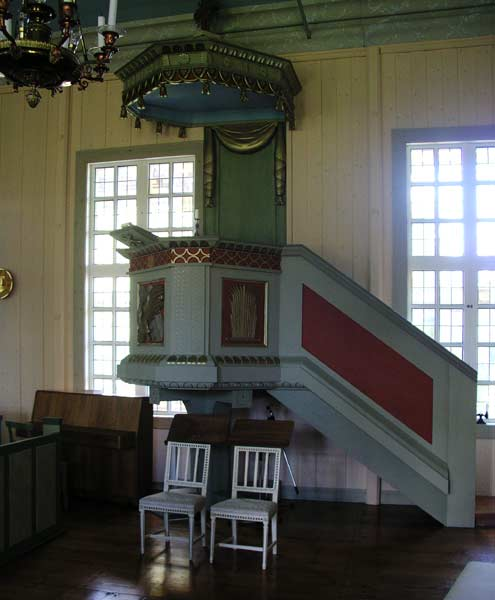
Predikstolen är den ursprungliga